# Kilényi Dávid
Kilényi Dávid, Killyéni Kocsis, Kilényi Kocsis Dávid (?, 1791 – Debrecen, 1852. március 13.) magyar színész, színigazgató, fordító. Széppataki Johanna férje.

## Élete
Előbb katona volt és a francia háborúban megsebesült, ez azonban nem akadályozta őt abban, hogy jeles színész váljék belőle. Szép színpadi alak és univerzális tehetség volt. kedvenc szerepei voltak a Lassen Juliusban és Hamletben a címszerep, a Haramiákban Moor Károly. Nőül vette Déryné nővérét, Széppataki Johannát és színésztársaságot szervezett, melyhez Déryné is csatlakozott (aki őt később elhagyta). 1815 szeptemberében Pesten lépett föl, ahol a lebontásra ítélt Rondellában átmenetileg működő magyar társulatnak volt a tagja. 1816-tól színigazgatóként tevékenykedett. Ő volt az első olyan magyar vállalkozó-direktor, aki takarékos gazdálkodás útján, a vezető színészek számára kifizetett havi fix bérrel vezetett társulatokat évtizedeken keresztül, nagy sikerrel. 1819. október 21-től társaságával Komáromban működött; innét vándorolt tovább: 1821-ben Nyitrán, 1822 őszén Pesten, 1823-ban Balatonfüreden találjuk őt. Ezután Erdélybe ment és ott dalszínész-társaságot is alakított. Három évi mulatás után Magyarországra jött vissza; megfordult 1827-ben Szeged, Arad, Szabadka, Baja, Pécs, Székesfehérvár városokban, az év utolsó három hónapját és 1828 első havát Pesten töltötte, hetenként kétszer adván mutatványait a német színházban. 1827-ben igazgatója volt az Erdélyországi Énekes Társaság magyarországi turnéjának. 1828-ban a miskolci színház megnyitására hívták meg; a színházat ingyen engedték át neki, sőt segélyben is részesítették. 1830-ban és a következő években Miskolcon, Egerben, Sátoraljaújhelyen, Ungvárt, Pelsőcön, Debrecenben és több más helyen fordult meg. 1836-ban Kassára ment, itt is hat évre ingyen engedték neki át a színházat, de itt sem maradt sokáig, mert már 1837-ben Pécsett járt és 1838 márciusában Nagyváradon, ahonnan Erdélybe ment, ahol több évig maradt. 1841. december 3-án Kolozsvárott nőül vette Széppataki Johannát. 1845-ben Pécsett játszott; ekkor elhagyta őt operája és Zomborban csak drámát adott elő; innen Bajára, majd Aradra és Nagyváradra ment, míg nem 1848-ban meghívták a kassai színházhoz Klestinszky László mellé aligazgatónak és művezetőnek. Az 1849. évi katasztrófa után Nagyváradon működött. Ezután Csabai társaságával egyesült és Debrecenben működött 1852 végén, amikor a sokat hányatott igazgató tragikus véget ért. Lilla, nevelt leánya elhagyta és Rónaihoz szökött; e miatt mély bánat és keserűség fogta el, éjbe borult szelleme, nekidőlt a tűztől piros kemencének és nagy kínok közt meghalt. Nejével 23 évet élt házasságban.
Mint színész, nem tartozott a jelentősek közé. Eleinte hősszerepeket formált meg, majd lassanként kiszorult a szerepkörből. Ezután inkább kisebb karakterszerepeket kapott.
Színigazgatói jegyzőkönyvét kiadta özvegye, Széppataki Johanna (Napkelet, 1859. január 2.).

## Fontosabb szerepei
- Corvinus Mátyás (Weidmann-Czövek I.)
- István herceg (Soden–Dugonics A.: Bátori Mária)
- Perföldy (Kisfaludy Károly: A kérők)
- Buzgó Pál (Szigligeti Ede: A rab)
- Főbíró (Szigligeti Ede: Csikós)

## Színművei
- Hunyady László halála, eredeti szomorújáték 4 felvonásban (Vandza Mihállyal együtt, előadták Rozsnyón 1830. nov. 27.)
- Thurzó Szaniszló, vagy a magyar jó barátok, német után (Rozsnyón 1830. dec. 5.)
- Gróf Essex vagy a titkos szerelem áldozatja, szomorújáték öt felvonásban. (Debrecenben, 1831. ápr. 9.)